# ナウエル DL 43
ナウエル DL 43（Tanque Nahuel DL 43）は、アルゼンチンの開発した中戦車である。
同国初の国産戦車であり、M4中戦車の派生型、コピーと誤って認識されることも多いが、設計から製造までアルゼンチンが独自に行ったものである。

## 開発
アルゼンチンの戦車は1両のFIAT3000の導入から始まる。これは試験導入であり採用されなかったものの、続いてイギリスのMk.III軽戦車の輸出型であるヴィッカース M1934を採用し、1937年には12両を購入した。
160両の戦車が必要と見込んだ政府は、チェコスロバキアのLT-38の導入を計画したが、これはチェコスロバキア併合とそれに続く第二次世界大戦勃発により中止された。結果、アルゼンチンは12両のMk.III軽戦車と1928年に3個騎兵連隊に配備されたヴィッカース・クロスレイ装甲車6両3個分隊という貧弱な機甲戦力で第二次世界大戦を迎えることになった。

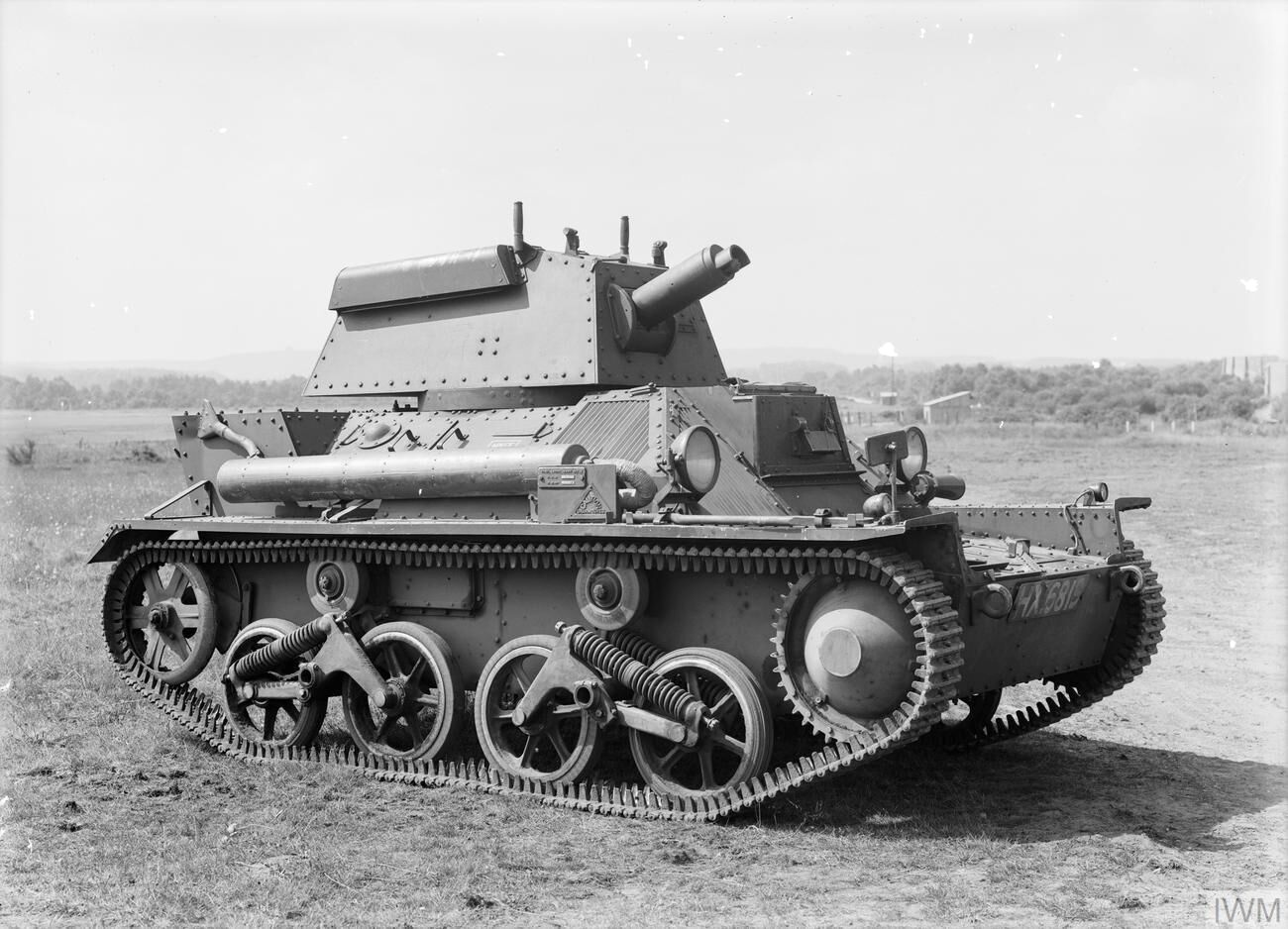
Mk.III軽戦車。アルゼンチンへの輸出型ヴィッカース M1934の砲塔は筒状であった。
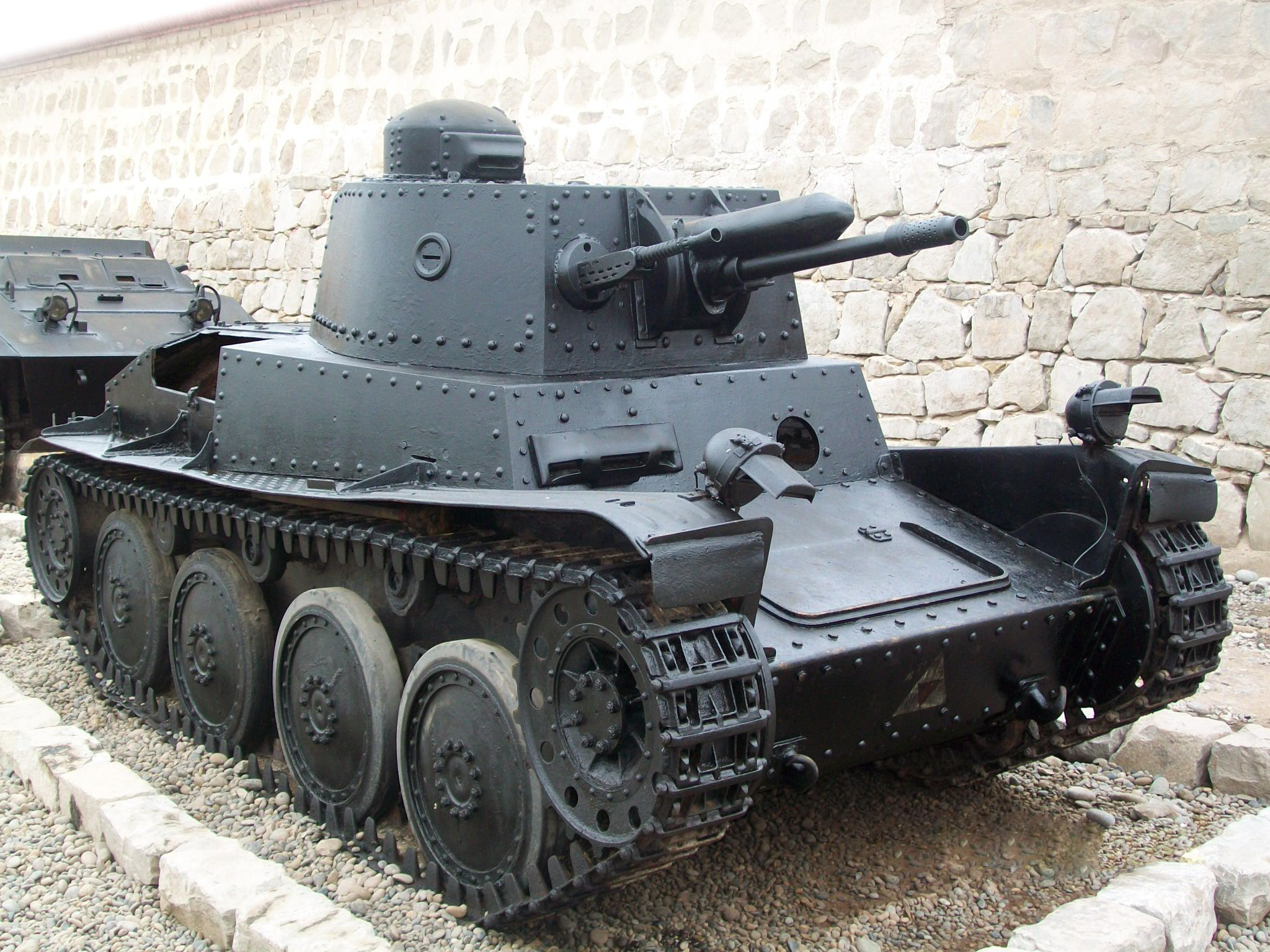
ペルーが24両を導入したLTP（LT-38）。M3軽戦車と合わせて1944年に編成された機甲師団の中核となった[4]。
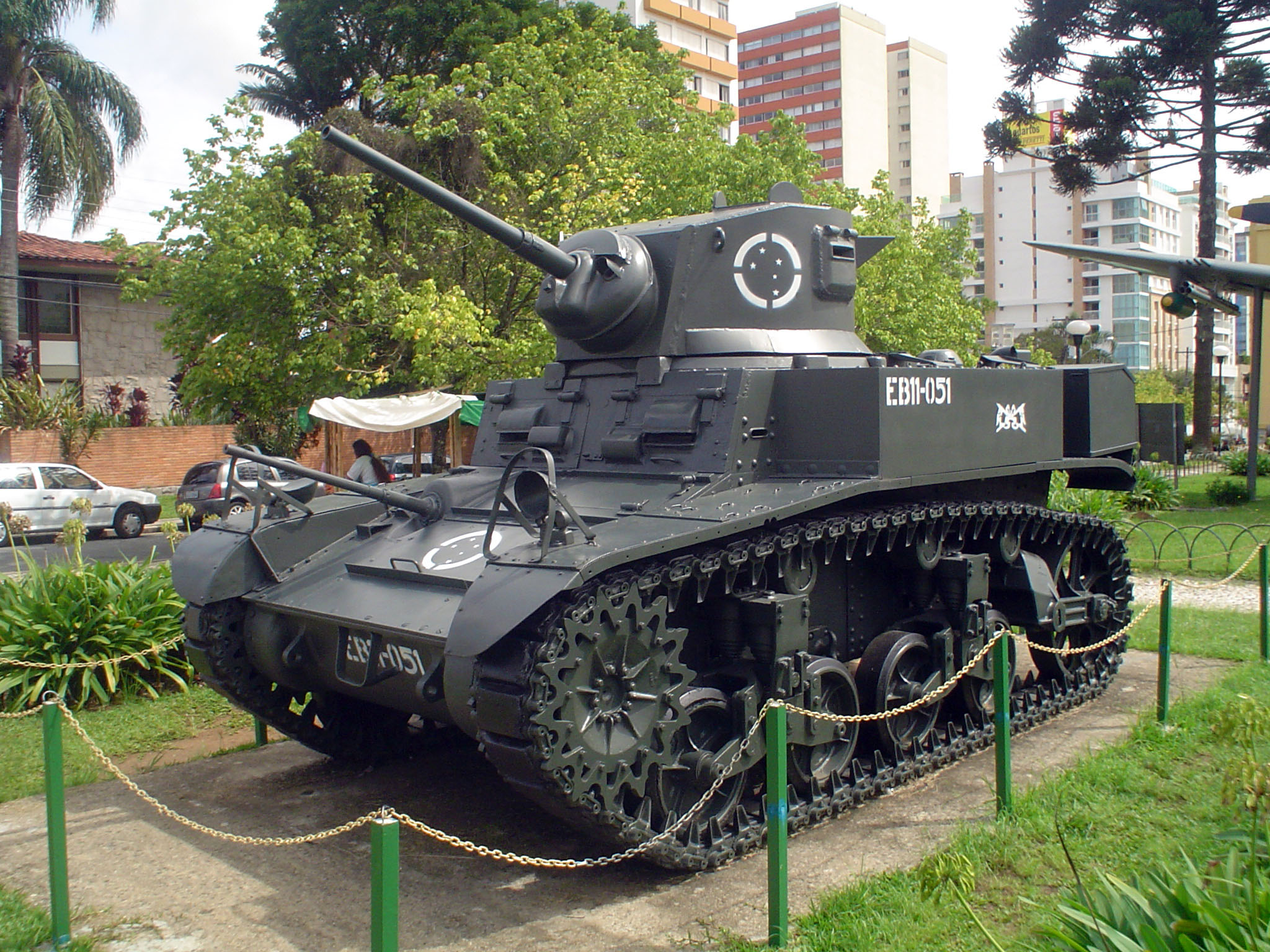
M3軽戦車。ブラジルの数的主力であり、最終的に417両が供与された。M3・M4中戦車も供与されている。[5]。

第二次世界大戦期、アルゼンチンは中立を保っていたが、これにより隣国であるブラジル、チリとは異なりアメリカ合衆国からの兵器供与の対象国とはなっていなかった。また、ヨーロッパ各国には輸出に振り分ける余力が無く、輸入は不可能であった。ブラジルは国境にあるリオグランデ・ド・スル州に計230両の戦車・装甲戦闘車両を集結させており、戦車の増強の必要性を感じたアルゼンチンは、軍需本部（スペイン語: DGFM : Dirección General de Fabricaciones Militares）の指揮下で1942年に独自の戦車設計を開始した。
ブエノス・アイレスのエステバン・デ・ルカ工廠（Arsenal "Esteban de Luca"）で設計を指揮するアルフレッド・バイシ（Alfredo Aquiles Baisi）中佐は、木製モックアップの作成から着手した。モックアップは45日で作成され、これを元に2ヶ月かけて試作車両を作成した。当時、一貫した工程をこなせる軍需産業は存在せず、国と民間の共同作業となり、80社が関わった。
75mm砲の採用、同数の転輪と3組のサスペンションなどにM4中戦車の影響を受けた設計は1943年に完成し、この戦車はナウエル DL 43と命名され、2両が1944年6月4日に公開された。この時、トランスミッションの試験中であったためエンジンは搭載せず、砲撃と旋回のみの披露であった。
1945年には第二次世界大戦が終結、大量の余剰戦車が市場にあふれ安価で入手可能となったことで、M4中戦車とファイアフライ中戦車が導入され、国産戦車の生産はごく少数で打ち切られたが、その後も改良は続けられた。

## 名称
ナウエルは、マプチェ語で大型のネコ科動物を指す。
DL 43の43は1943年に、DLはDiente de León（ライオンの歯）に由来する。これは、当時アメリカ合衆国の報道で『歯の無いライオン』とアルゼンチンが揶揄されていたことに対するものである。

## 機構
短期間の開発であり、当時のアルゼンチン国内でまかなえる技術を元にしていることによる特色がある。

### 車体
乗員は5名で、車体部分に操縦手と機銃手兼無線手、砲塔に車長、装填手、砲手が搭乗した。後の改装で4名での運用が可能となっている。
エンジンはFMA（後のFAdeA）が1931年からライセンス生産していた航空機用の水冷W型12気筒エンジンであるFMA-ロレーヌ・ディートリッヒ12 EBを使用している。ラジエーターは車体後方にあり、油圧式のギアは5段階（前方4段、後進1段）であった。履帯は76枚の鋼鉄製であり、30度までの登坂が可能であった。M4中戦車と同様に、転輪は片側6個、2個一組のサスペンションで保持されており、サスペンションはVVSS（垂直渦巻きスプリングサスペンション）である。
砲塔側面には小さな窓があり、外部の確認に用いられた。1947年には前方視察窓が追加されている。砲塔リングは鉄道の技術を用い、ニッケル鋼製の砲塔は鋳造により製造された。通信機器はテレフンケンの機器をライセンス生産したものであったが、後にシグナールのWS-19に更新されている。
装甲は65度の傾斜が付けられた車体前面と砲塔前面が最も厚く80mm、砲塔側面が65mm、車体前面下部は55mm、車体側面が50mm、最も薄い車体底面部分でも25mmが確保された。
1944年のパレードでは、塗装は暗めのオリーブ系、砲塔両サイドにはアルゼンチンのラウンデルが記され、前方両サイドに「D.L. 43」のロゴと飛びかかるナウエルのイラストがあった。

### 武装
主砲のクルップ製75mm L30 M1909は、アルゼンチン陸軍が用いた野砲であり、大量のストックが存在していた。より威力の高いボフォース製75mmL40を採用する案もあったが、こちらは保有数が少なく実現には難があった。
車体の固定機銃として採用されたマドセン M1926 7.65mm機関銃は、アルゼンチン陸軍の標準的な軽機関銃であった。3挺全てが車体前方に固定されており、12.7mm同軸機銃と合わせて砲塔から独立して全周を狙える機銃は存在しなかった。車体機銃は、1945年のパレードで公開された型では、前方右側の1挺のみに減らされている。
側面・後方を防御する火器を持たない設計のため、防御は乗員の携行火器に委ねられていた。乗員は、拳銃や短機関銃で武装したが、これもまた国産されているバジェステル＝モリナとアルコン M-1943であった。

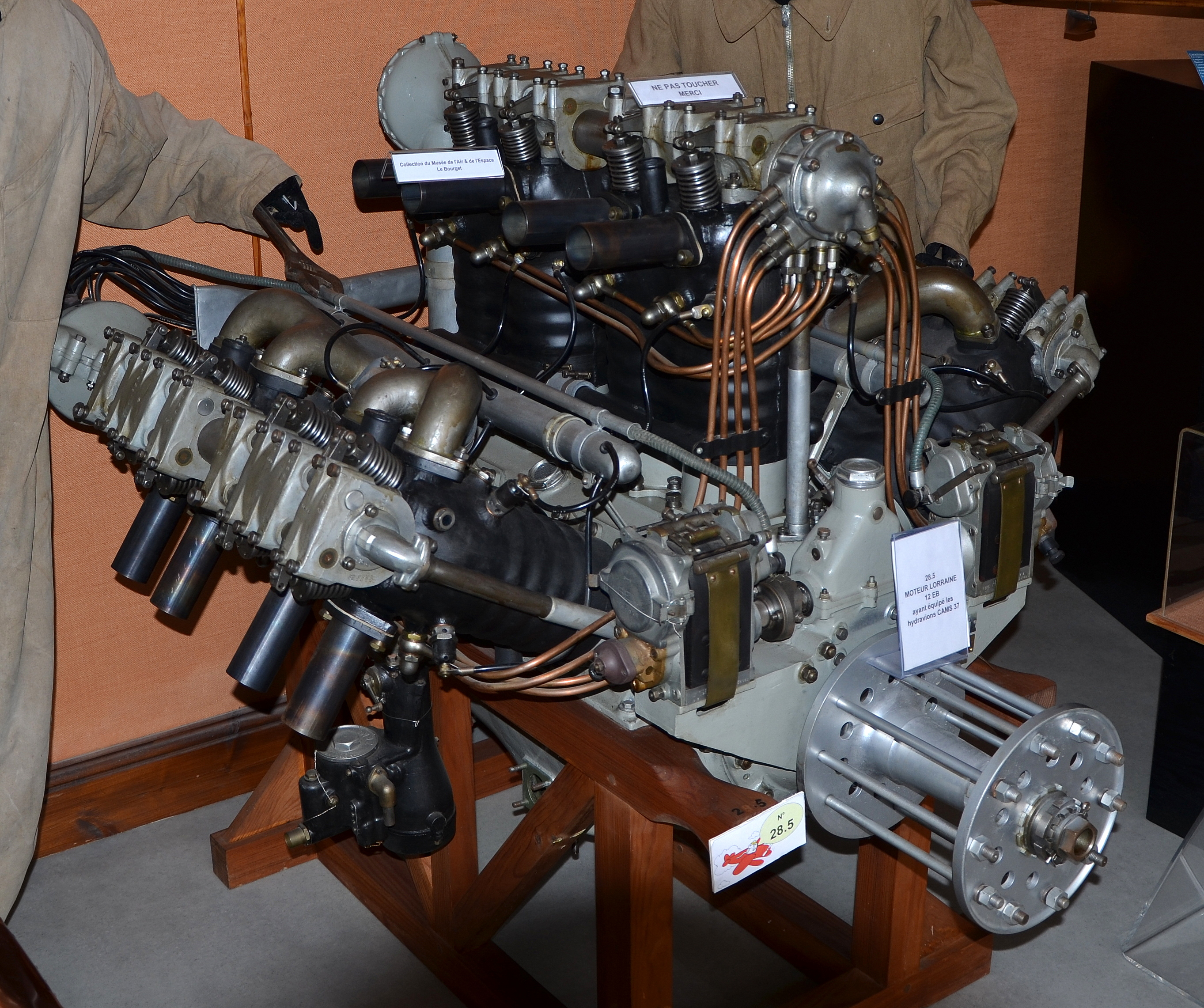
エンジンとして使用されたロレーヌ15Eb
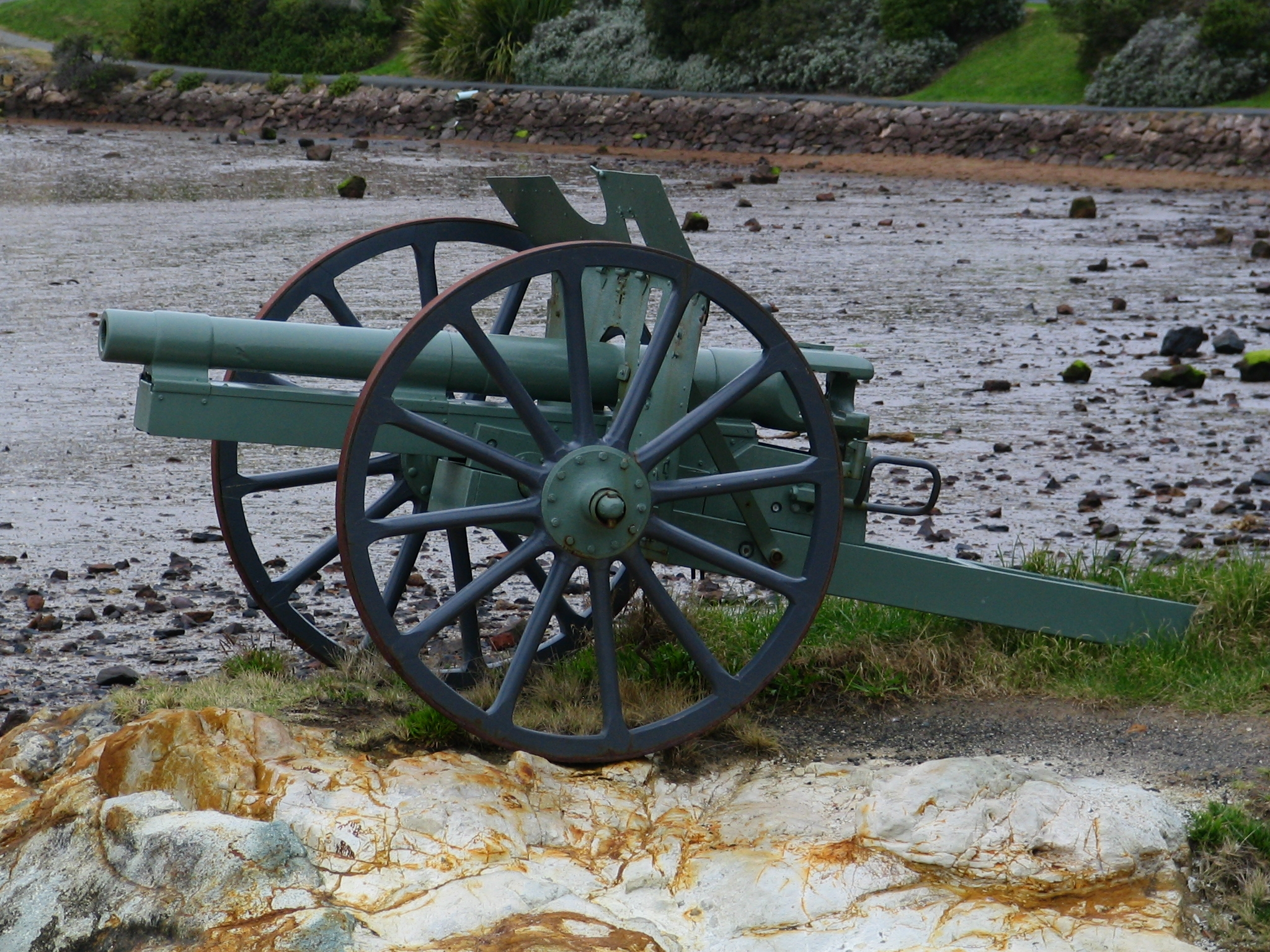
主砲として使用されたM1909の原型M1903
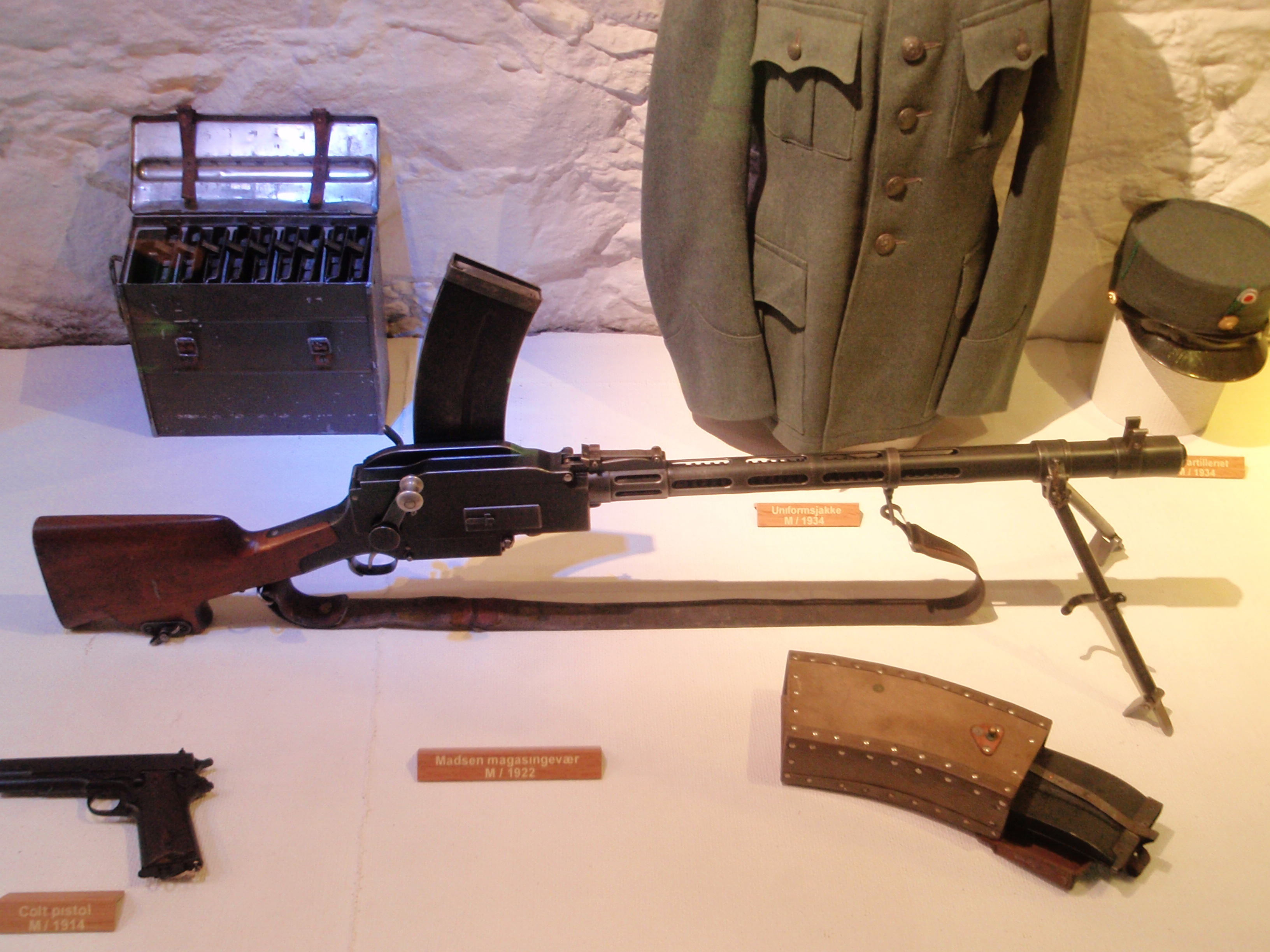
車体機銃として使用されたマドセン機関銃

## 改装
1947年、機甲学校の校長であったホセ・マリア・エピファニオ・ソーサ・モリナ大佐（José María Epifanio Sosa Molina、当時の国防相José Humberto Sosa Molinaの兄弟）によって近代化改装が行われることになった。改装作業はエステバン・デ・ルカ工廠において、フリオ・アルベルト・カセレス（Julio Alberto Cáceres）大尉の下2両1組を担当する隊を2隊編成して進められることになっていた。これは、緊急事態発生時に他方の組で対処するためである。
この改装によって、無線機がWS-19に交換され、ハッチの改修と共に操縦手用の視察窓が設けられた。

## 運用
実戦における運用記録は残されていない。公開日からほどなく行われた独立記念日（1944年7月9日）のパレードにおいて10両が、翌年には12両が行進している。生産総数は、12両（木製モックアップを除く）または16両とされている。
1960年には全車退役し、ブエノス・アイレスで解体された。

### 注
1. ↑  当時、隣国のペルーが採用していた。
2. ↑  しばしば“トラ”と訳されるが、南アメリカ大陸にはトラは生息していない。南アメリカ大陸に生息しているのは、ピューマ（アメリカライオン）、ジャガー（アメリカヒョウ）である。
3. ↑  このDLという表記は、1943年に完成した練習機I.Ae. 22 DLにも共通している。
4. ↑  ライセンス生産していたドボワチン D.21、アルゼンチンの国産旅客機であるAe.T.1等に搭載されていたエンジンである。
5. ↑  当時の標準的なアルゼンチン陸軍の重機関銃は、コルト M1928であった。